# Тамблинг Шолс (Арканзас)
Тамблинг Шолс (енгл. Tumbling Shoals) насељено је место без административног статуса у америчкој савезној држави Арканзас.

## Демографија
По попису из 2010. године број становника је 978.
| Група             | 2000.    | 2010.       |
| Белци             | 0 (0,0%) | 946 (96,7%) |
| Афроамериканци    | 0 (0,0%) | 7 (0,7%)    |
| Азијати           | 0 (0,0%) | 5 (0,5%)    |
| Хиспаноамериканци | 0 (0,0%) | 12 (1,2%)   |
| Укупно            | 0        | 978         |